# Amoron'i Mania

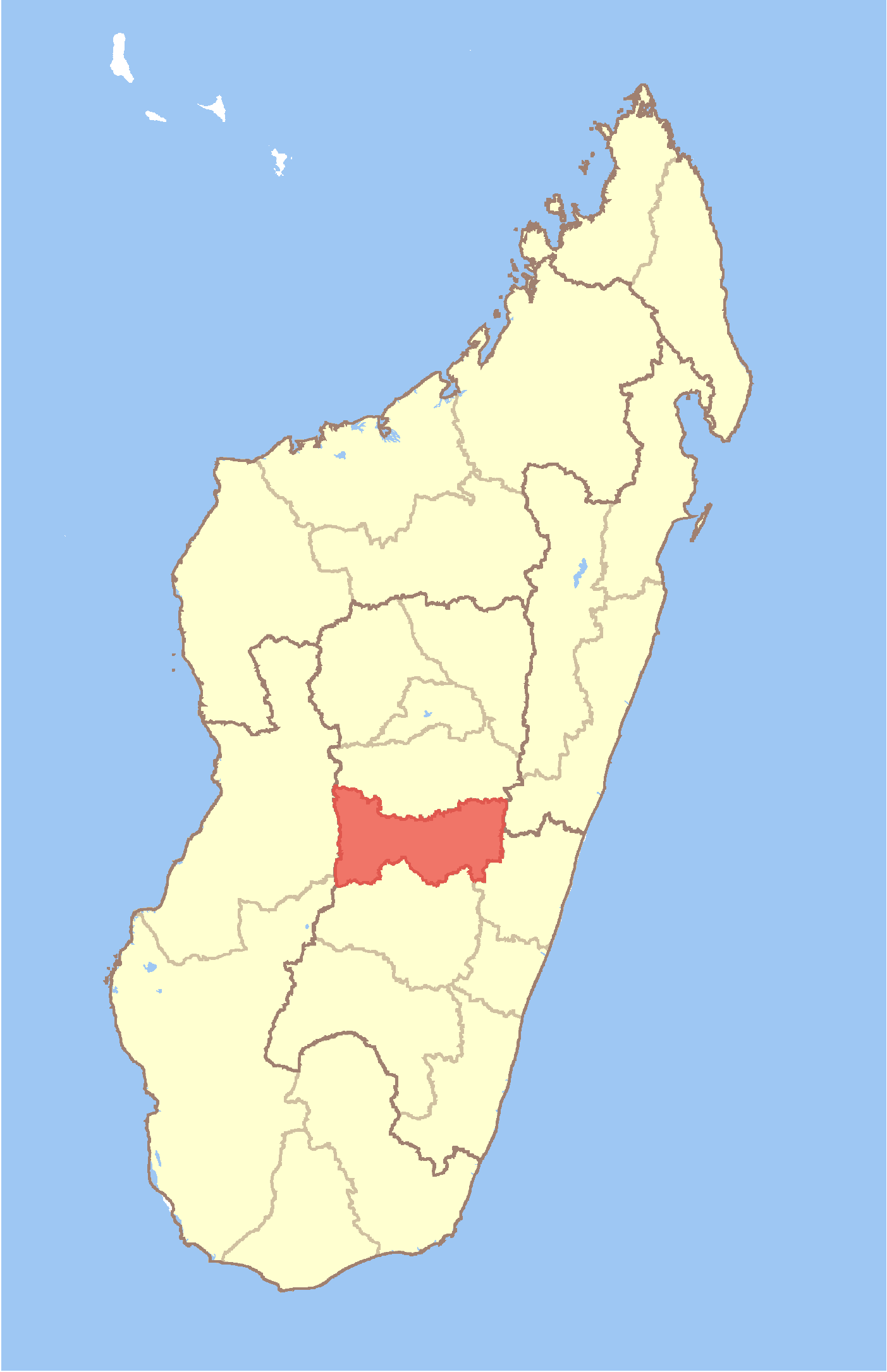
Localisation de la région d'Amoron'i Mania à Madagascar.

Amoron'i Mania est l'une des vingt-trois régions de Madagascar, située dans la province de Fianarantsoa au centre de l'île.

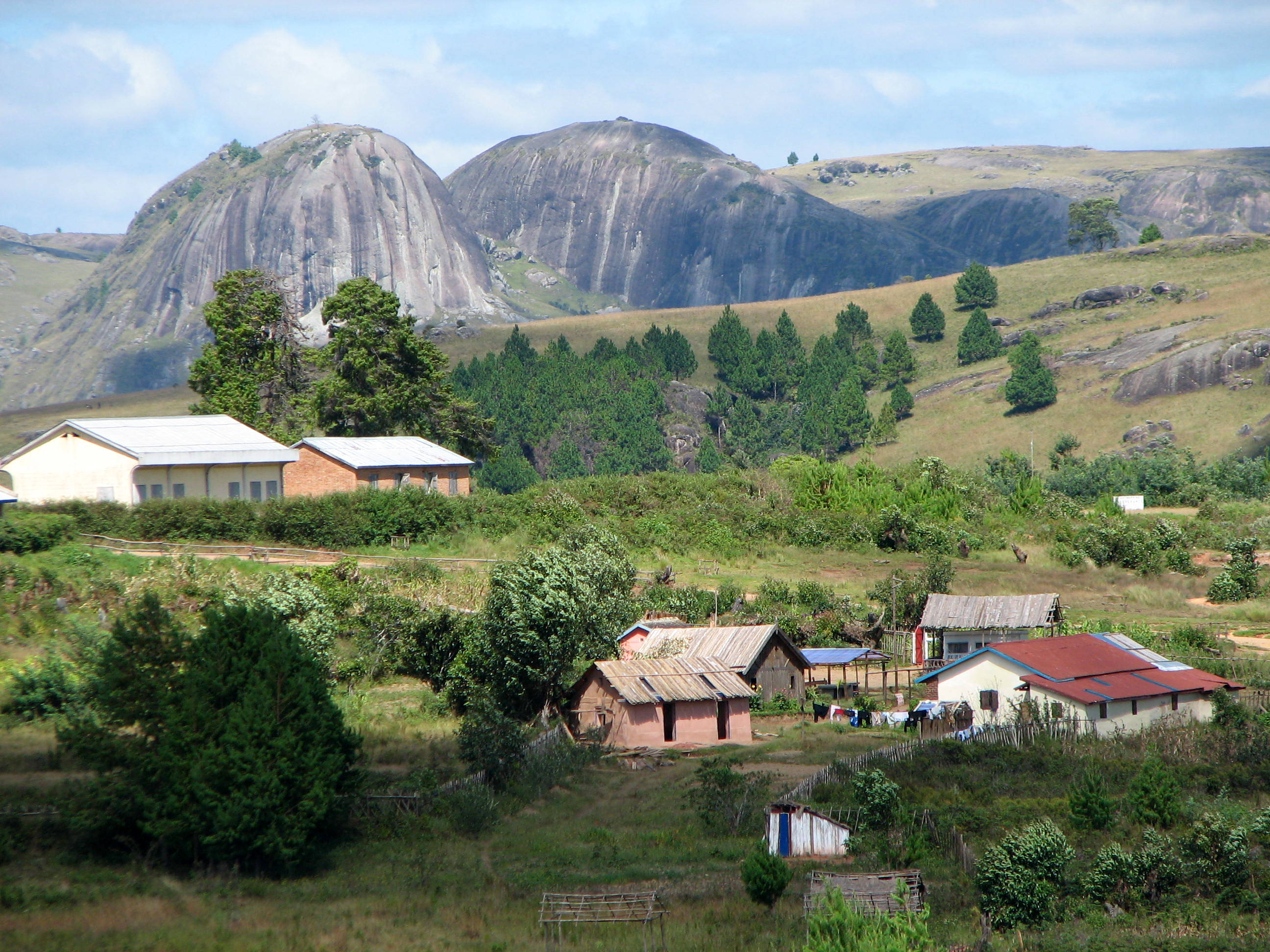
Antoetra

## Géographie
Elle borde le Vakinankaratra au nord, l'Atsinanana au nord-est, le Vatovavy-Fitovinany au sud-est, la Haute Matsiatra au sud, l'Atsimo-Andrefana au sud-ouest et le Menabe à l'ouest. La capitale de la région est Ambositra et la population est estimée à 930 144 habitants en 2012. La superficie de la région est de 161 496,72 km2

## Histoire
D’après la tradition orale, le territoire traditionnel Betsileo s’étendait depuis la rivière Mania au Nord jusqu’au massif d’Andringitra au Sud : au XVIIe siècle, Manandriana était l’aîné des quatre royaumes indépendants coexistaient sur ce territoire - à savoir Manandriana, Lalangina, Arindrano et Isandra, ayant des liens de parenté royaux et une législation coutumière commune, le Dina Betsileo – avant la conquête par Andrianampoinimerina (Manandriana, Lalangina, Isandra et Fisakana) et par Radama (Arindrano) au début du XIXe siècle.
La ville d’Ambositra a trouvé son emplacement actuel en 1811 à la suite de la destruction du rova, sous le règne de Randriampanalina, par l’armée de Radama 1er.
Sous la colonisation française, la ville d’Ambositra fut constituée en commune urbaine en 1951.
Durant la période coloniale, le territoire du Nord Betsileo était divisé en trois districts : Ambatofinandrahana, Ambositra, Fandriana. À l’avènement de  l’Indépendance, ces trois districts ont été renommés sous-préfectures, puis en 1977 en trois Fivondronana sous le régime des collectivités décentralisées. L’année 1989 a vu la création du Fivondronana de Manandriana.
La Région d’Amoron’i Mania est créée en 2004 en application de la loi n°2004-001 de juin 2004 instituant les 22 Régions de Madagascar, en tant que Collectivités Territoriales Décentralisées et circonscriptions administratives.

## Administration
La région est divisée en quatre districts :
- District d'Ambatofinandrahana
- District d'Ambositra
- District de Fandriana
- District de Manandriana